# Perú en la Copa Mundial de Fútbol de 1982
La selección de Perú era una de las veinticuatro selecciones participantes de la Copa Mundial de Fútbol de 1982, que se realizó en España.
Perú llegó al Mundial luego de haber ganado el grupo 2 de las clasificatorias sudamericanas (de forma invicta) superando a los cuadros de Uruguay y Colombia. 
Previo al Mundial, es inolvidable para los peruanos aquellas victorias en Europa, sobre todo ante la Francia de Michel Platini, Alain Giresse y Jean Tigana, venciéndola en París y con gran superioridad.
A pesar de haber clasificado para el Mundial sin mayores dificultades, Perú tuvo una de las más pobres campañas en Copas del Mundo con una derrota y dos empates en tres partidos. Convirtió dos goles y recibió seis.
Germán Leguía se recuperaba de una lesión leve, mientras que Elba de Padua Lima, Tim, el entrenador brasileño del Perú, planeaba ver el Italia-Polonia en Vigo, el lunes 14 de junio. Desde La Coruña, los peruanos, cansados tras una larga preparación en Europa y Asia, parecían subestimar al desconocido Camerún.
El grupo 1 del Mundial se inició con un empate sin goles entre Italia y Polonia. Las selecciones de Perú y Camerún jugaban al día siguiente, martes 15 de junio. Era la primera vez que esta selección clasificaba y todos pensaban que podía convertirse en una de las goleadas del Mundial, esto debido a las especulaciones de la prensa peruana, puesto que Perú había tenido una excelente preparación previa a la Copa Mundial de Fútbol de 1982 en Europa. Pero la historia gloriosa para África en los mundiales estaba a punto de escribirse.
Algunos mencionan que la debacle del equipo fue por la división del grupo debido a la camiseta 10, entre Julio César Uribe y Teófilo Cubillas, refiriendo que Uribe se había resentido con Cubillas porque a él le entregaron la 10 del equipo, siendo Uribe con La Rosa los jugadores del momento. Aunque esto ha sido negado por ambos jugadores, hasta la actualidad.

## Clasificatorias de la Conmebol

### Grupo 2[1]
| Equipo   | Ptos. | PJ | PG | PE | PP | GF | GC | Dif. |
| -------- | ----- | -- | -- | -- | -- | -- | -- | ---- |
| Perú     | 6     | 4  | 2  | 2  | 0  | 5  | 2  | 3    |
| Uruguay  | 4     | 4  | 1  | 2  | 1  | 5  | 5  | 0    |
| Colombia | 2     | 4  | 0  | 2  | 2  | 4  | 7  | –3   |

| Fecha                    | Lugar      | Partido  | Partido              | Partido | Partido              | Partido  |
| ------------------------ | ---------- | -------- | -------------------- | ------- | -------------------- | -------- |
| 26 de julio de 1981      | Bogotá     | Colombia | Bandera de Colombia. | 1-1     | Bandera de Perú.     | Perú     |
| 9 de agosto de 1981      | Montevideo | Uruguay  | Bandera de Uruguay.  | 3-2     | Bandera de Colombia. | Colombia |
| 16 de agosto de 1981     | Lima       | Perú     | Bandera de Perú.     | 2-0     | Bandera de Colombia. | Colombia |
| 23 de agosto de 1981     | Montevideo | Uruguay  | Bandera de Uruguay.  | 1-2     | Bandera de Perú.     | Perú     |
| 6 de septiembre de 1981  | Lima       | Perú     | Bandera de Perú.     | 0-0     | Bandera de Uruguay.  | Uruguay  |
| 13 de septiembre de 1981 | Bogotá     | Colombia | Bandera de Colombia. | 1-1     | Bandera de Uruguay.  | Uruguay  |

## Amistosos previos
| 23 de marzo de 1982 | Chile                    | 2-1 (2-1) | Perú                | Estadio Nacional de Chile, Santiago |  |
|                     | Letelier 15' · Neira 25' |           | Figueroa 18' (a.g.) |                                     |  |

| 30 de marzo de 1982 | Perú        | 1-0 (1-0) | Chile | Estadio Nacional, Lima |  |
|                     | Navarro 39' |           |       |                        |  |

| 18 de abril de 1982 | Hungría       | 1-2 (0-1) | Perú              | Puskás Aréna, Budapest      |                             |
|                     | Lázár Szentes |           | Julio César Uribe | Árbitro(s): Horst Brummeier | Árbitro(s): Horst Brummeier |

| 25 de abril de 1982 | Argelia          | 1-1 (0-1) | Perú            | 5 de julio de 1962, Argel       |                                 |
|                     | Rabah Madjer 89' |           | César Cueto 35' | Asistencia: 39 000 espectadores | Asistencia: 39 000 espectadores |

| 28 de abril de 1982 | Francia | 0-1 (0-0) | Perú        | Parque de los Príncipes, París                          |                                                         |
|                     |         |           | Oblitas 82' | Asistencia: 46 429 espectadores Árbitro(s): André Daina | Asistencia: 46 429 espectadores Árbitro(s): André Daina |

| 16 de mayo de 1982 | Perú                      | 2-0 (0-0) | Rumania | Estadio Nacional, Lima |  |
|                    | Uribe 45' · Velásquez 88' |           |         |                        |  |

## Jugadores
- Situación previa al inicio del torneo.[2]

| #     | Nombre                           | Posición         | Club                     |
| ----- | -------------------------------- | ---------------- | ------------------------ |
| 1     | Eusebio Acasuzo                  | Portero          | Universitario            |
| 2     | Jaime Duarte                     | Defensa          | Alianza Lima             |
| 3     | Salvador Salguero                | Defensa          | Alianza Lima             |
| 4     | Hugo Gastulo                     | Defensa          | Universitario            |
| 5     | Germán Leguía                    | Volante          | Universitario            |
| 6     | José Velásquez                   | Volante          | Toronto Blizzard         |
| 7     | Gerónimo Barbadillo              | Delantero        | Tigres UANL              |
| 8     | César Cueto                      | Volante          | Atlético Nacional        |
| 9     | Julio César Uribe                | Volante          | Cagliari Calcio          |
| 10    | Teófilo Cubillas                 | Volante          | Fort Lauderdale Strikers |
| 11    | Juan Carlos Oblitas              | Delantero        | RFC Seresien             |
| 12    | José Gonzales Ganoza †           | Portero          | Alianza Lima             |
| 13    | Óscar Arizaga                    | Defensa          | Atlético Chalaco         |
| 14    | Miguel Gutiérrez                 | Defensa          | Sporting Cristal         |
| 15    | Rubén Díaz                       | Defensa          | Sporting Cristal         |
| 16    | Jorge Olaechea                   | Defensa          | Alianza Lima             |
| 17    | Franco Navarro                   | Delantero        | Deportivo Municipal      |
| 18    | Eduardo Malasquez                | Volante          | Deportivo Municipal      |
| 19    | Guillermo La Rosa                | Delantero        | Atlético Nacional        |
| 20    | Percy Rojas                      | Delantero        | RFC Seresien             |
| 21    | Ramón Quiroga                    | Portero          | Sporting Cristal         |
| 22    | Luis Reyna                       | Volante          | Sporting Cristal         |
| D. T. | Elba de Padua Lima, Tim † Brasil | Ayudante técnico | Luis Zacarías "" Perú    |

- = Capitán

## Alineación
Esta es la alineación que habitualmente formaba la selección peruana en la Copa Mundial de Fútbol de 1982, que por lo general planteaba como sistema táctico el 4-4-2, con un mediocampista que llegaba a cumplir la función de un tercer delantero denominado puntero mentiroso, la cual la cumplía muy bien Germán Leguía, siendo por esto la primera selección en ponerla en práctica.
Entre los jugadores que destacaban se encuentran Julio César Uribe, César Cueto, Teófilo Cubillas, Juan Carlos Oblitas, el Panadero Díaz, Germán Leguía, Guillermo La Rosa, José Velásquez, Gerónimo Barbadillo y un joven Franco Navarro.
Se le considera por la prensa especialista en el Perú como uno de los últimos mejores planteles que ha tenido el Perú en su historia. Muchos de estos jugadores estaban próximos al retiro, terminando así con una generación denominada de oro y comenzando así el inicio de la decadencia del fútbol peruano.

## Participación

### Grupo 1
| Equipo  | Ptos. | PJ | PG | PE | PP | GF | GC | Dif. |
| ------- | ----- | -- | -- | -- | -- | -- | -- | ---- |
| Polonia | 4     | 3  | 1  | 2  | 0  | 5  | 1  | 4    |
| Italia  | 3     | 3  | 0  | 3  | 0  | 2  | 2  | 0    |
| Camerún | 3     | 3  | 0  | 3  | 0  | 1  | 1  | 0    |
| Perú    | 2     | 3  | 0  | 2  | 1  | 2  | 6  | –4   |

| 15 de junio de 1982 | Perú | 0-0     | Camerún | Estadio de Riazor, La Coruña                                       |                                                                    |
|                     |      | Reporte |         | Asistencia: 11 000 espectadores Árbitro(s): Franz Wöhrer (Austria) | Asistencia: 11 000 espectadores Árbitro(s): Franz Wöhrer (Austria) |

| 18 de junio de 1982 | Italia    | 1-1 (1-0) | Perú     | Estadio de Balaídos, Vigo                                                        |                                                                                  |
|                     | Conti 18' | Reporte   | Díaz 83' | Asistencia: 25 000 espectadores Árbitro(s): Walter Eschweiler (Alemania Federal) | Asistencia: 25 000 espectadores Árbitro(s): Walter Eschweiler (Alemania Federal) |

| 22 de junio de 1982 | Polonia                                                        | 5-1 (0-0) | Perú        | Estadio de Riazor, La Coruña                                             |                                                                          |
|                     | Smolarek 55' · Lato 58' · Boniek 61' · Buncol 68' · Ciolek 76' | Reporte   | La Rosa 83' | Asistencia: 25 000 espectadores Árbitro(s): Mario Rubio Vázquez (México) | Asistencia: 25 000 espectadores Árbitro(s): Mario Rubio Vázquez (México) |

## Goleadores
| Jugador    | Copa Mundial | Clasificatorias | Total |
| ---------- | ------------ | --------------- | ----- |
| La Rosa    | 1            | 2               | 3     |
| Uribe      | 0            | 2               | 2     |
| Díaz       | 1            | 0               | 1     |
| Barbadillo | 0            | 1               | 1     |